# Kościół Niepokalanego Poczęcia Najświętszej Maryi Panny w Rurzycy
Kościół Niepokalanego Poczęcia Najświętszej Maryi Panny w Rurzycy – katolicki kościół parafialny zlokalizowany we wsi Rurzyca w gminie Goleniów, w powiecie goleniowskim (województwo zachodniopomorskie).

## Historia i architektura
Wzniesiony w 1906 roku kościół jest budowlą salową sytuowaną na planie prostokąta, murowaną z cegły, z wyraźnie wyodrębnionym kwadratowym prezbiterium. Utrzymany jest w stylu neogotyckim, o czym świadczą półokrągłe i koliste blendy, zdwojone drewniane okna i ażurowy ceglany fryz. Świątynia ma nietypowy dla tradycyjnie orientowanych kościołów chrześcijańskich plan: prezbiterium znajduje się od strony zachodniej, natomiast wejście do kościoła od strony wschodniej. Kościół nakryty jest dwuspadowym, jednokalenicowym dachem krytym dachówką. Nad nawą od strony wschodniej nasadzona jest czworoboczna wieża, zakończona profilowanym szczytem, zwieńczonym latarnią ze szpicem. Na wieży zawieszone są dwa oryginalne dzwony.
W portalu schodkowym od strony wschodniej znajdują się drewniane drzwi, na których umieszczono datę budowy kościoła. W zakończonych ostrymi łukami oknach umieszczone są witraże. Wnętrze nawy nakrywa drewniane sklepienie kolebkowe, w prezbiterium natomiast znajduje się sklepienie krzyżowo-żebrowe. W kościele z oryginalnego wyposażenia zachowała się drewniana empora muzyczna z organami, ławki, krucyfiks z końca XIX wieku i żyrandol z 1906 roku.
Po II wojnie światowej kościół został poświęcony jako świątynia katolicka w dniu 19 grudnia 1946 roku.